# Guglielmo Ernesto di Sassonia-Weimar-Eisenach
Guglielmo Ernesto Carlo Alessandro Federico Enrico Bernardo Alberto Giorgio Ermanno di Sassonia-Weimar-Eisenach (Weimar, 10 giugno 1876 – Henryków, 24 aprile 1923) è stato granduca di Sassonia-Weimar-Eisenach dal 1901 sino al 1918.

## Biografia

### I primi anni
Guglielmo Ernesto nacque a Weimar, figlio primogenito di Carlo Augusto di Sassonia-Weimar-Eisenach (1844 – 1894), granduca ereditario, e di sua moglie, Paolina di Sassonia-Weimar-Eisenach. Ricco erede della nonna Sofia dei Paesi Bassi, al momento della sua ascesa al trono Guglielmo Ernesto venne annoverato tra i principi più ricchi del suo tempo. Durante i primi anni ricevette un'educazione essenzialmente militare.

### Il regno

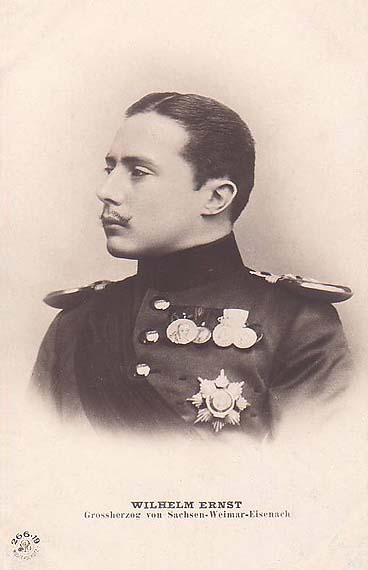
Il granduca Guglielmo Ernesto poco dopo la sua ascesa al trono

Guglielmo Ernesto succedette al trono di famiglia alla morte del nonno, il granduca Carlo Alessandro, il 5 gennaio 1901, dal momento che il padre gli era premorto.
Appena salito al trono, il giovane granduca attuò subito un suo grande sogno, quello di creare un nuovo Stato completamente diverso dal precedente. Per fare questo avrebbe avuto bisogno di mutare l'aspetto della città di Weimar, facendone un ricco centro culturale, il tutto con la direzione di personaggi come Hans Olde, Henry van de Velde e Adolf Brütt. Guglielmo Ernesto si occupò attivamente dell'istruzione, facendo ristrutturare completamente l'Università di Jena grazie all'opera di Theodor Fischer, fatto venire appositamente da Monaco di Baviera; si occupò anche del rifacimento del teatro di Weimar, al quale apportò delle modifiche scenografiche e tecnologiche grazie alla presenza di Max Littmann, uno dei più esperti conoscitori dell'arte teatrale. Invitò l'editore Eugen Diederichs a trasferirsi a Weimar per mettersi al suo servizio.
Legato fortemente alla tradizione militare prussiana e mosso dalla più profonda ammirazione nei confronti del kaiser, Guglielmo Ernesto fece della capitale del suo Stato un centro culturale nazionalista di tutta la Germania, promuovendo la riscoperta dei grandi drammi storici per l'esaltazione dello spirito della nazione tedesca.
Nel corso della costruzione di un monumento dedicato al granduca Carlo Alessandro, realizzato ad opera di Adolf Brütt, la parte antica della città venne distinta dalla nuova, costruita secondo lo stile dell'Art Nouveau. La statua, in marmo, venne terminata nel 1911.

### Il trono olandese
Secondo la costituzione olandese, Guglielmo Ernesto era in linea di successione al trono dei Paesi Bassi (era nipote di Sofia d'Orange-Nassau) dopo la regina Guglielmina. Il popolo olandese all'inizio del XX secolo iniziò a preoccuparsi della possibilità di ingerenza della Germania nelle questioni interne dei Paesi Bassi o addirittura dell'annessione di questi ultimi all'impero tedesco,  nel caso si fosse verificata questa possibilità di successione.
Ad evitare che questo avvenisse, si progettò di modificare la costituzione olandese, escludendo Guglielmo Ernesto dalla successione al trono dei Paesi Bassi. In ogni caso, qualora Guglielmina fosse morta senza eredi, Guglielmo Ernesto avrebbe dovuto scegliere se succedere al trono di Weimar o a quello dei Paesi Bassi. La nascita, nel 1909, di Giuliana, figlia di Guglielmina, risolse il problema.

### L'abdicazione

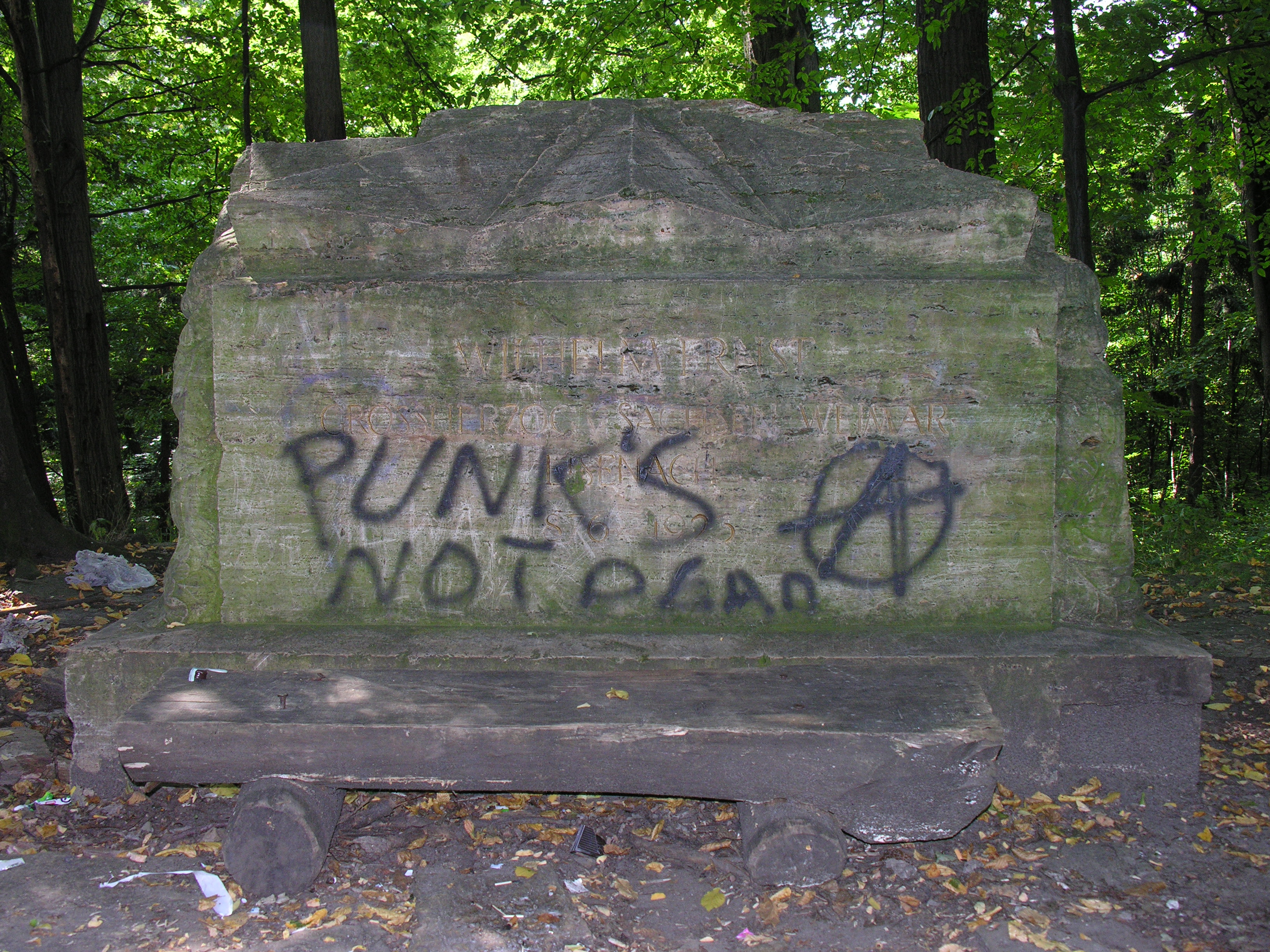
La tomba di Guglielmo Ernesto nel bosco di Henryków

All'inizio del 1918 Guglielmo Ernesto chiamò a lavorare presso la sua corte il famoso architetto Walter Gropius, ma questo fu uno degli ultimi atti ufficiali del suo regno, in quanto il 9 novembre 1918, assieme a tutti gli altri sovrani della Germania, a seguito della sconfitta dell'impero tedesco nella prima guerra mondiale Guglielmo Ernesto venne costretto ad abdicare. Il granduca concluse il suo ultimo discorso prima della firma dell'atto di abdicazione con la frase: "Ho fatto tutto quello che ho potuto". Il suo trono e tutti i suoi domini passarono al governo repubblicano ed egli si recò in esilio a Henryków, in Slesia, dove morì quattro anni dopo.
L'abdicazione fu ad ogni modo fortemente voluta anche dal popolo, che non lo vedeva di buon occhio.

## Carattere e personalità
Guglielmo Ernesto aveva una personalità complessa, violenta ed irascibile. Il conte Kessler lo descrisse all'epoca come un "oggetto patologico", mentre von Spitzemberg non esitò a definirlo "un principe completamente dissennato e sciocco".
Così lo descriveva il conte Demonceau: «esternamente non molto attraente, piccolo e piuttosto audace». La contessa van de Poll, dama di compagnia della regina Emma dei Paesi Bassi, lo descrisse così: "il principe è l'uomo più piccolo, più brutto e rumoroso che vi fosse alla cena dell'altra sera; ha in difetto anche la voce alta che si sente ovunque e anche dall'ingresso chiunque avrebbe sentito quel tedesco parlare ininterrottamente".

## Matrimoni e figli
A Bückeburg, il 30 aprile 1903, Guglielmo Ernesto sposò Carolina di Reuss-Greiz. Questo matrimonio ebbe termine nel 1905 con la morte di Carolina, in circostanze misteriose e senza che la coppia avesse avuto figli.
Cinque anni dopo, il 21 gennaio 1910 a Meiningen, Guglielmo Ernesto si sposò in seconde nozze con Feodora di Sassonia-Meiningen, nipote del duca Giorgio II, dalla quale ebbe quattro figli:
- principessa Sofia Luisa Adelaide Maria Olga Carola (1911-1988), che sposò Federico di Schwarzburg;
- Carlo Augusto Giorgio Guglielmo Federico Ernesto Giovanni Alberto, granduca ereditario di Sassonia-Weimar-Eisenach (1912-1988), che sposò la baronessa Elisabetta di Wangenheim-Winterstein;
- principe Bernardo Federico Vittorio (1917-1986), che sposò Felicita di Salm-Horstmar;
- principe Giorgio Guglielmo Alberto Bernardo (1921-2011), che sposò Gisella Jänisch, cambiò il nome in Jörg Brena nel 1953 e rinunciò ai suoi diritti di successione.

## Ascendenza
|                                               |                                      |                                           | Genitori                               |  |  | Nonni |  |  | Bisnonni                                   |  |  | Trisnonni                                 |  |
|                                               |                                      |                                           |                                        |  |  |       |  |  | Carlo Federico di Sassonia-Weimar-Eisenach |  |  | Carlo Augusto di Sassonia-Weimar-Eisenach |  |
|                                               |                                      |                                           |                                        |  |  |       |  |  | Carlo Federico di Sassonia-Weimar-Eisenach |  |  | Carlo Augusto di Sassonia-Weimar-Eisenach |  |
|                                               |                                      | Luisa Augusta d'Assia-Darmstadt           |                                        |  |  |       |  |  | Carlo Federico di Sassonia-Weimar-Eisenach |  |  |                                           |  |
| Carlo Alessandro di Sassonia-Weimar-Eisenach  |                                      |                                           |                                        |  |  |       |  |  | Carlo Federico di Sassonia-Weimar-Eisenach |  |  |                                           |  |
|                                               |                                      | Maria Pavlovna di Russia                  | Paolo I di Russia                      |  |  |       |  |  |                                            |  |  |                                           |  |
|                                               |                                      | Maria Pavlovna di Russia                  | Paolo I di Russia                      |  |  |       |  |  |                                            |  |  |                                           |  |
|                                               |                                      | Maria Pavlovna di Russia                  | Sofia Dorotea di Württemberg           |  |  |       |  |  |                                            |  |  |                                           |  |
| Carlo Augusto di Sassonia-Weimar-Eisenach     |                                      | Maria Pavlovna di Russia                  |                                        |  |  |       |  |  |                                            |  |  |                                           |  |
|                                               |                                      | Guglielmo II dei Paesi Bassi              | Guglielmo I dei Paesi Bassi            |  |  |       |  |  |                                            |  |  |                                           |  |
|                                               |                                      | Guglielmo II dei Paesi Bassi              | Guglielmo I dei Paesi Bassi            |  |  |       |  |  |                                            |  |  |                                           |  |
|                                               |                                      | Guglielmo II dei Paesi Bassi              | Guglielmina di Prussia                 |  |  |       |  |  |                                            |  |  |                                           |  |
| Sofia dei Paesi Bassi                         |                                      | Guglielmo II dei Paesi Bassi              |                                        |  |  |       |  |  |                                            |  |  |                                           |  |
|                                               |                                      | Anna Pavlovna di Russia                   | Paolo I di Russia                      |  |  |       |  |  |                                            |  |  |                                           |  |
|                                               |                                      | Anna Pavlovna di Russia                   | Paolo I di Russia                      |  |  |       |  |  |                                            |  |  |                                           |  |
|                                               |                                      | Anna Pavlovna di Russia                   | Sofia Dorotea di Württemberg           |  |  |       |  |  |                                            |  |  |                                           |  |
| Guglielmo Ernesto di Sassonia-Weimar-Eisenach |                                      | Anna Pavlovna di Russia                   |                                        |  |  |       |  |  |                                            |  |  |                                           |  |
|                                               | Bernardo di Sassonia-Weimar-Eisenach | Carlo Augusto di Sassonia-Weimar-Eisenach |                                        |  |  |       |  |  |                                            |  |  |                                           |  |
|                                               | Bernardo di Sassonia-Weimar-Eisenach | Carlo Augusto di Sassonia-Weimar-Eisenach |                                        |  |  |       |  |  |                                            |  |  |                                           |  |
|                                               | Bernardo di Sassonia-Weimar-Eisenach | Luisa Augusta d'Assia-Darmstadt           |                                        |  |  |       |  |  |                                            |  |  |                                           |  |
| Ermanno di Sassonia-Weimar-Eisenach           | Bernardo di Sassonia-Weimar-Eisenach |                                           |                                        |  |  |       |  |  |                                            |  |  |                                           |  |
|                                               |                                      | Ida di Sassonia-Meiningen                 | Giorgio I di Sassonia-Meiningen        |  |  |       |  |  |                                            |  |  |                                           |  |
|                                               |                                      | Ida di Sassonia-Meiningen                 | Giorgio I di Sassonia-Meiningen        |  |  |       |  |  |                                            |  |  |                                           |  |
|                                               |                                      | Ida di Sassonia-Meiningen                 | Luisa Eleonora di Hohenlohe-Langenburg |  |  |       |  |  |                                            |  |  |                                           |  |
| Paolina di Sassonia-Weimar-Eisenach           |                                      | Ida di Sassonia-Meiningen                 |                                        |  |  |       |  |  |                                            |  |  |                                           |  |
|                                               |                                      | Guglielmo I di Württemberg                | Federico I di Württemberg              |  |  |       |  |  |                                            |  |  |                                           |  |
|                                               |                                      | Guglielmo I di Württemberg                | Federico I di Württemberg              |  |  |       |  |  |                                            |  |  |                                           |  |
|                                               |                                      | Guglielmo I di Württemberg                | Augusta di Brunswick-Wolfenbüttel      |  |  |       |  |  |                                            |  |  |                                           |  |
| Augusta di Württemberg                        |                                      | Guglielmo I di Württemberg                |                                        |  |  |       |  |  |                                            |  |  |                                           |  |
|                                               |                                      | Paolina di Württemberg                    | Ludovico di Württemberg                |  |  |       |  |  |                                            |  |  |                                           |  |
|                                               |                                      | Paolina di Württemberg                    | Ludovico di Württemberg                |  |  |       |  |  |                                            |  |  |                                           |  |
|                                               |                                      | Paolina di Württemberg                    | Enrichetta di Nassau-Weilburg          |  |  |       |  |  |                                            |  |  |                                           |  |
|                                               |                                      | Paolina di Württemberg                    |                                        |  |  |       |  |  |                                            |  |  |                                           |  |